# ليو مولدوفي
الليو (الجمع lei [lej] الرمز: L ؛ رمز ISO 4217 :MDL) هي عملة مولدوفا. ومثل الليو الروماني، ينقسم الليو المولدوفي إلى 100 باني (sg. ban). اسم العملة مشتق من كلمة رومانية تعني "الأسد".

## علم أصول الكلمات
اسم العملة يعني "الأسد"، وهو مشتق من الثالر الهولندي (leeuwendaalder "ثالر الأسد/الدولار"). قُلد الليوينداالدر الهولندي في عدة مدن ألمانية وإيطالية. تداولت هذه العملات في مولدوفا ورومانيا وبلغاريا، وأُطلقت عليها أسماء عملاتها: الليو المولدوفي، الليو الروماني، والليف البلغاري.

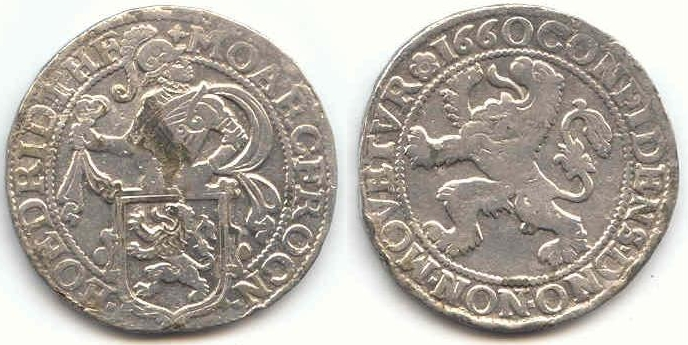
تالر هولندي، يصور أسدًا، أصل "ليو" المولدوفي

## تاريخ
بين عامي 1918 و1940، ثم بين عامي 1941 و1944، عندما كانت مولدوفا جزءًا من رومانيا، استُخدم الليو الروماني فيما كان يُعرف آنذاك بالجزء الشرقي من منطقة مولدوفا الرومانية الأوسع (مولدوفا بالرومانية). أُنشئ الليو المولدوفي في 29 نوفمبر 1993، عقب انهيار الاتحاد السوفيتي وقيام جمهورية مولدوفا المستقلة. وحل محل عملة الكوبون المؤقتة بسعر صرف 1 ليو = 1000 كوبون.
في ترانسنيستريا، هي دولة انفصالية غير معترف بها دوليًا كجزء من مولدوفا، يُستخدم الروبل الترانسنيستري بدلًا من ذلك. ولا تُقبل هذه العملة في مولدوفا أو أي دولة أخرى. في مايو 2019، وصف أوكتافيان أرماسو، محافظ البنك الوطني المولدوفي من عام 2018 إلى عام 2023، قبول الليو المولدوفي في ترانسنيستريا بأنه شرط أساسي لاندماج المنطقة في النظام المصرفي المولدوفي.

## عملات معدنية
دخلت السلسلة الأولى من العملات المعدنية الصغيرة المصنوعة في الغالب من الألومنيوم التداول في نوفمبر 1993. صدرت سلسلة ثانية تتكون من عملات معدنية من فئات أكبر في عام 2018. تُسك معظم العملات المولدوفية في Monetăria Statului في رومانيا.

### السلسلة الأولى (1993 حتى الآن)
في نوفمبر 1993، أصدر البنك الوطني المولدوفي (NBM) أولى عملاته المعدنية من فئات 1، 5، 25، و50 باني و1 و5 ليو.
سُحبت عملات اللي 1 و 5 ليو من التداول في عام 1994. وبسبب جودتها المنخفضة وقيمتها الاسمية المرتفعة نسبيًا، ظهرت العديد من عمليات التزوير.
في أبريل 1996، طُرحت عملة معدنية بقيمة 10 باني.
أعلن البنك المركزي المولدوفي في عام 1997 أنه سيستبدل عملة 50 باني المصنوعة من الألومنيوم بأخرى جديدة مصنوعة من الفولاذ المطلي بالنحاس بتصميم جديد ومُحسن، يتميز بعناصر مضادة للتزوير مثل تقنية القص. وهذه سابقة في عالم العملات المولدوفية الحديثة.
طُرحت عملات 50 باني الجديدة للتداول في 2 فبراير 1998. وفي الوقت نفسه، بدأ البنك الوطني الماليزي في سحب عملات الخمسين باني القديمة المصنوعة من الألومنيوم. وأُلغي تداولها في 1 يناير 1999.
لا تزل عملة 1 بان بمثابة عملة قانونية ولكن نادرًا ما تُستخدم أو رؤيتها في التداول، مما يؤدي فعليًا إلى "التقريب السويدي".
|                                                                                              | 1 بان   | 14.5 مم | 0.67 غ | ألومنيوم                  | ملساء | القيمة الاسمية، سنة السك               | شعار الدولة، اسم الدولة | 1993~2017 | 29 نوفمبر 1993 | سارية، لكنها غير مخصصة للتداول العام | سارية، لكنها غير مخصصة للتداول العام |
|                                                                                              | 5 باني  | 16 مم   | 0.75 غ | ألومنيوم                  | ملساء | القيمة الاسمية، سنة السك               | شعار الدولة، اسم الدولة | 1993~2018 | 29 نوفمبر 1993 | سارية                                | سارية                                |
|                                                                                              | 10 باني | 16.6 مم | 0.85 غ | ألومنيوم                  | ملساء | القيمة الاسمية، سنة السك               | شعار الدولة، اسم الدولة | 1995~2018 | 29 نوفمبر 1993 | سارية                                | سارية                                |
|                                                                                              | 25 باني | 17.5 مم | 0.95 غ | ألومنيوم                  | ملساء | القيمة الاسمية، سنة السك               | شعار الدولة، اسم الدولة | 1993~2020 | 29 نوفمبر 1993 | سارية                                | سارية                                |
|                                                                                              | 50 باني | 19 مم   | 1.07 غ | ألومنيوم                  | ملساء | القيمة الاسمية، سنة السك               | شعار الدولة، اسم الدولة | 1993      | 29 نوفمبر 1993 | 1 يناير 1999                         | 1 يناير 1999                         |
|                                                                                              | 50 باني | 19 مم   | 3.1 غ  | فولاذ مطلي بالنحاس الأصفر | محززة | عنب مع أوراق، القيمة الاسمية، سنة السك | شعار الدولة، اسم الدولة | 1997~2018 | 2 فبراير 1998  | سارية                                | سارية                                |
|                                                                                              | 1 ليو   | 20.1 مم | 3.3 غ  | فولاذ مطلي بالنيكل        | ملساء | القيمة الاسمية، سنة السك               | شعار الدولة، اسم الدولة | 1992      | 29 نوفمبر 1993 | 1994                                 | 1994                                 |
|                                                                                              | 5 ليو   | 22.0 مم | 3.6 غ  | فولاذ مطلي بالنيكل        | ملساء | القيمة الاسمية، سنة السك               | شعار الدولة، اسم الدولة | 1993      | 29 نوفمبر 1993 | 1994                                 | 1994                                 |
| هذه الصور هي بمقياس 2.5 بكسل لكل ملم. For table standards, see the coin specification table. |         |         |        |                           |       |                                        |                         |           |                |                                      |                                      |

### السلسلة الثانية (2018 حتى الآن)
في عام 2017، أعلن البنك المركزي المولدوفي عن خطط لإعادة طرح عملات 1 و5 ليو إلى جانب عملات 2 و10 ليو الجديدة، مشيرًا إلى "المتانة الفائقة وتكلفة التصنيع والصيانة الأرخص بمرور الوقت مقارنة بالأوراق النقدية" كسبب رئيسي، طلب من الناس تقديم تصميماتهم للعملات الجديدة. كُشف عن تصميم العملات الجديدة في 28 فبراير 2018، ويضم عناصر من شعار النبالة لإمارة مولدوفا على الوجه وشعار النبالة لجمهورية مولدوفا على الوجه الآخر، صُنعت عملات 1 و2 ليو من الفولاذ المطلي بالنيكل وعملات 5 و10 ليو بتصميم ثنائي المعدن مع عناصر مصنوعة من الفولاذ المطلي بالنيكل والفولاذ المطلي بالنحاس  طُرحت العملات الجديدة للتداول اعتبارًا من 28 فبراير 2018. جميع عملات الليو الجديدة مُخصصة حاليًا للاستخدام جنبًا إلى جنب مع الأوراق النقدية ذات القيمة المتساوية.
| عملات السلسلة الثانية (2018–حتى الآن) | عملات السلسلة الثانية (2018–حتى الآن) | عملات السلسلة الثانية (2018–حتى الآن) | عملات السلسلة الثانية (2018–حتى الآن) | عملات السلسلة الثانية (2018–حتى الآن) | عملات السلسلة الثانية (2018–حتى الآن)                          | عملات السلسلة الثانية (2018–حتى الآن)  | عملات السلسلة الثانية (2018–حتى الآن)                                                                                  | عملات السلسلة الثانية (2018–حتى الآن)                                                 | عملات السلسلة الثانية (2018–حتى الآن) | عملات السلسلة الثانية (2018–حتى الآن) |
| صورة                                  | القيمة                                | المعايير الفنية                       | المعايير الفنية                       | المعايير الفنية                       | المعايير الفنية                                                | الوصف                                  | الوصف | الوصف                                                                                 | التاريخ                               | التاريخ                               |
| صورة                                  | القيمة                                | القطر                                 | السُّمك                                 | الكتلة                                | التركيب                                                        | الحافة                                 | الوجه الأمامي | الوجه الخلفي                                                                          | أول سك                                | أول إصدار                             |
| ------------------------------------- | ------------------------------------- | ------------------------------------- | ------------------------------------- | ------------------------------------- | -------------------------------------------------------------- | -------------------------------------- | --- | ------------------------------------------------------------------------------------- | ------------------------------------- | ------------------------------------- |
|                                       | 1 ليو                                 | 21.5 مم                               | 1.8 مم                                | 4.45 غ                                | فولاذ مطلي بالنيكل                                             | مقطّعة (أقسام ملساء ومحززة – 3 مجموعات) | وجه نسائي على شكل هلال، جزء من رأس ثور بري، شعار الدولة، اسم الدولة                                                    | القيمة الاسمية، سنة السك، الحرفان "R" و"M" كصورة كامنة، جزء من شعار الدولة في الخلفية | 2018                                  | أبريل 2018                            |
|                                       | 2 ليو                                 | 23.7 مم                               | 2.2 مم                                | 6.7 غ                                 | فولاذ مطلي بالنيكل                                             | محززة                                  | وجه ذكوري على شكل شمس، جزء من رأس ثور بري، شعار الدولة، اسم الدولة                                                     | القيمة الاسمية، سنة السك، الحرفان "R" و"M" كصورة كامنة، جزء من شعار الدولة في الخلفية | 2018                                  | أبريل 2018                            |
|                                       | 5 ليو                                 | 24.4 مم                               | 2.25 مم                               | 7.1 غ                                 | مركز: فولاذ مطلي بالنيكل إطار خارجي: فولاذ مطلي بالنحاس الأصفر | مقطّعة (أقسام ملساء ومحززة – 5 مجموعات) | قرون الثور البري (جزء من رأسه)، تعلوها تاج مفتوح، نجمة بثماني رؤوس بين القرنين، وردة هيرالدية، شعار الدولة، اسم الدولة | القيمة الاسمية، سنة السك، الحرفان "R" و"M" كصورة كامنة، جزء من شعار الدولة في الخلفية | 2018                                  | مطلع 2019                             |
|                                       | 10 ليو                                | 25.3 مم                               | 2.3 مم                                | 7.65 غ                                | مركز: فولاذ مطلي بالنحاس الأصفر إطار خارجي: فولاذ مطلي بالنيكل | محززة بنقش: "MOLDOVA*MOLDOVA*"         | الشعار الشخصي لستيفان الكبير، جزء من رأس ثور بري، شعار الدولة، اسم الدولة                                              | القيمة الاسمية، سنة السك، الحرفان "R" و"M" كصورة كامنة، جزء من شعار الدولة في الخلفية | 2018                                  | مطلع 2019                             |

### العملات التذكارية
صدرت عدة عملات تذكارية منذ عام 1996، لهواة جمع العملات. تجدون القائمة الكاملة هنا.

## الأوراق النقدية
صدرت سلسلتان من أوراق الليو المولدوفي. كانت السلسلة الأولى قصيرة الأجل، ولم تتضمن سوى فئات 1، 5 و10 ليو. تحمل واجهة جميع هذه الأوراق النقدية، وجميع الأوراق اللاحقة، صورة ستيفان سيل ماري (ستيفان الكبير، المعروف أيضًا باسم ستيفن الثالث ملك مولدوفا)، أمير مولدوفا من عام 1457 إلى عام 1504.
يَظهر على ظهر الغلاف السطران الأولان من قصيدة "ميوريتسا" (النعجة الصغيرة)، مطبوعين عموديًا بين رقم العملة وصورة القلعة. يُترجم هذان السطران، "Pe-un picior de plai, pe-o gură de rai"، إلى "قرب سفح تل منخفض عند عتبة السماء".
| السلسلة الثانية                                             | السلسلة الثانية | السلسلة الثانية | السلسلة الثانية | السلسلة الثانية   | السلسلة الثانية | السلسلة الثانية             | السلسلة الثانية | السلسلة الثانية | السلسلة الثانية |
| صورة                                                        | صورة            | قيمة            | أبعاد           | اللون الرئيسي     | وصف             | وصف                         | وصف             | تاريخ           | تاريخ           |
| وجه العملة                                                  | يعكس            | قيمة            | أبعاد           | اللون الرئيسي     | وجه العملة      | يعكس                        | العلامة المائية | الطبعة الأولى   | مشكلة           |
| ----------------------------------------------------------- | --------------- | --------------- | --------------- | ----------------- | --------------- | --------------------------- | --------------- | --------------- | --------------- |
|                                                             |                 | 1 ليو           | 114 × 58 مم     | أصفر              | ستيفن الثالث    | دير كابريانا                | كصورة شخصية     | 1994            | مايو 1994       |
|                                                             |                 | 5 لي            | 114 × 58 مم     | سماوي             | ستيفن الثالث    | كنيسة القديس دوميترو، أورهي | كصورة شخصية     | 1994            | أبريل 1994      |
|                                                             |                 | 10 لي           | 121 × 61 مم     | أحمر              | ستيفن الثالث    | دير هيرجاوكا                | كصورة شخصية     | 1994            | مايو 1994       |
|                                                             |                 | 20 ليو          | 121 × 61 مم     | أخضر              | ستيفن الثالث    | حصن سوروكا                  | كصورة شخصية     | 1992            | نوفمبر 1993     |
|                                                             |                 | 50 ليو          | 121 × 61 مم     | لون القرنفل       | ستيفن الثالث    | دير هيربوفيتس               | كصورة شخصية     | 1992            | مايو 1994       |
|                                                             |                 | 100 ليو         | 121 × 61 مم     | البرتقالي         | ستيفن الثالث    | قلعة تيغينا                 | كصورة شخصية     | 1992            | سبتمبر 1995     |
|                                                             |                 | 200 ليو         | 133 × 66 مم     | أرجواني           | ستيفن الثالث    | قاعة مدينة كيشيناو          | كصورة شخصية     | 1992            | سبتمبر 1995     |
|                                                             |                 | 500 ليو         | 133 × 66 مم     | البرتقالي والأخضر | ستيفن الثالث    | كاتدرائية كيشيناو           | كصورة شخصية     | 1992            | ديسمبر 1999     |
|                                                             |                 | 1000 ليو        | 133 × 66 مم     | أزرق              | ستيفن الثالث    | القصر الرئاسي               | كصورة شخصية     | 1992            | أكتوبر 2003     |
| For table standards, see the جدول مواصفات الأوراق النقدية . |                 |                 |                 |                   |                 |                             |                 |                 |                 |

- يوجد على الوجه الأمامي لكل ورقة نقدية رجل واحد فقط ممثل - الحاكم الأكثر شهرة لمولدوفا - ستيفان سيل ماري (ستيفن الكبير) .
- كُتب السطرين الأولين من قصيدة ميوريتا في الدائرة البيضاء الموجودة على الجانب الأمامي لكل ورقة نقدية.
- على الجانب الخلفي لجميع الأوراق النقدية يوجد عمود تراجان والعمود الذي لا نهاية له.

كانت الأوراق النقدية من فئة ليو المولدوفي ملحوظة لعدم استخدام الطباعة الغائرة حتى عام 2015: السمات الأمنية الرئيسية على جميع الفئات محدودة، وتتكون في البداية بشكل أساسي من علامة مائية لـ Ștefan، خيط أمان متين وجهاز تسجيل شفاف. في عام 2015، طرح البنك الوطني المولدوفي أخيرًا الطباعة الغائرة والنقش على الفئات التي تتراوح بين 10 و500 ليو، قدم أيضًا سمات أمنية منقحة على جميع الفئات باستثناء 1000 ليو. لا تزال الورقة النقدية بقيمة 1000 ليو، تُقدر قيمتها بـ 51.60 يورو بواسطة خدمة صرف العملات XE.com في 31 ديسمبر 2019، تَستخدم التصميم الأصلي.

## سعر الصرف MDL الحالي
| من Yahoo! Finance: | AUD CAD CHF EUR GBP HKD JPY USD RON RUB UAH |
| من XE.com:         | AUD CAD CHF EUR GBP HKD JPY USD RON RUB UAH |
| من Investing.com:  | AUD CAD CHF EUR GBP HKD JPY USD RON RUB UAH |
| منOANDA.com:       | AUD CAD CHF EUR GBP HKD JPY USD RON RUB UAH |